# Allactaga
Allactaga é um gênero de roedores da família Dipodidae.

## Espécies
- Allactaga balikunica Hsia & Fang, 1964
- Allactaga bullata G. M. Allen, 1925
- Allactaga elater (Lichtenstein, 1828)
- Allactaga euphratica Thomas, 1881
- Allactaga firouzi Womochel, 1978
- Allactaga hotsoni Thomas, 1920
- Allactaga major (Kerr, 1792)
- Allactaga severtzovi Vinogradov, 1925
- Allactaga sibirica (Forster, 1778)
- Allactaga tetradactyla (Lichtenstein, 1823)
- Allactaga vinogradovi Argyropulo, 1941
- Allactaga williamsi Thomas, 1897